# Fuipiano Valle Imagna
Fuipiano Valle Imagna é uma comuna italiana da região da Lombardia, província de Bérgamo, com cerca de 229 habitantes. Estende-se por uma área de 4 km², tendo uma densidade populacional de 57 hab/km². Faz fronteira com Brumano, Corna Imagna, Gerosa, Locatello, Taleggio, Vedeseta.

## Demografia
| Variação demográfica do município entre 1861 e 2011                               |
|                                                                                   |
| Fonte: Istituto Nazionale di Statistica (ISTAT) - Elaboração gráfica da Wikipedia |